# Ixora laurentii
Ixora laurentii är en måreväxtart som beskrevs av De Wild.. Ixora laurentii ingår i släktet Ixora och familjen måreväxter. Inga underarter finns listade i Catalogue of Life.